# Mildstedt
Mildstedt (frisó septentrional Melst, danès Mildsted, baix alemany Milsteed) és un municipi del districte de Nordfriesland, dins l'Amt Nordsee-Treene, a l'estat alemany de Slesvig-Holstein. Es troba al sud-est de Husum.
Es troba al geest, travessat pel Mühlenau. Limita a l'est amb el Treene i al nord amb l'Arlau. El municipi del qual la principal activitat econòmica era l'agricultura, a poc a poc esdevé un dormitori d'Husum. El 2004 va celebrar el setcentenari del primer esment escrit que data del 1304.

## Llocs d'interès
- El Museu de l'Orde international dels Templars Bons (Guttemplermuseum)
- El Mühlenau renaturalitzat sobre una superfície de 30 ha.[4]
- El Naturerlebnisraum o parc d'experiències naturals al qual els nens poden experimentar amb les forces hidràuliques.[5]